# Harbour Grace (plaats)
Harbour Grace is een plaats in de Canadese provincie Newfoundland en Labrador. Het dorp ligt in het zuidoosten van het eiland Newfoundland en is de hoofdplaats van de gelijknamige gemeente.

## Toponymie
De plaats werd vernoemd naar Havre de Grâce, de historische naam van de Franse havenstad Le Havre.

## Geschiedenis
Reeds in de 16e eeuw was de plaats een seizoensgebonden vissersnederzetting. Van 1610 tot 1613 deed ze ook dienst als uitvalsbasis van de gekende piraat Peter Easton.
Rond het jaar 1618 werd Harbour Grace een permanent bewoonde nederzetting. De plaats groeide snel en was reeds in de 17e eeuw een van de belangrijke vissershavens aan de zogenaamde Engelse kust van Newfoundland.
In 1830 werd in de plaats het Harbour Grace Court House gebouwd. Dit gerechtsgebouw is het oudste nog bestaande publiek gebouw in de provincie. In die hoedanigheid erkende de federale overheid het in 1966 als een National Historic Site of Canada.
In het midden van de 19e eeuw werd de toen voor de Newfoundlandse economie belangrijke zeehondenjacht steeds verder geprofessionaliseerd, onder meer door het gebruik van stoomschepen. Hierdoor werd deze economische activiteit meer centraal geregeld en Harbour Grace diende daarin als een van de twee grote uitvalsbasissen (naast St. John's). In de late 19e eeuw was het belang van de zeehondenjacht sterk gedaald. Het was doorheen de hele 19e eeuw ook een belangrijke uitvalsbasis van de seizoensgebonden Labradorse visserij.
In 1859 vond er tijdens de verkiezingen sektarisch geweld plaats tussen protestanten en katholieken. In 1883 waren er opnieuw sektarische rellen waarbij vijf doden vielen.
In de jaren 1920 en 1930 was het vliegveld van Harbour Grace een belangrijke vertrekplaats voor vliegtuigpioniers die de Atlantische Oceaan wilden oversteken. Onder andere Amelia Earhart en Thor Solberg kozen deze locatie, aangezien de oostkust van Newfoundland het dichtst bij Europa ligt.
In 1945 werd de plaats Harbour Grace officieel erkend als een gemeente. Begin jaren 1990 annexeerde de gemeente drie omliggende plaatsen, al bleef de nieuw ontstane fusiegemeente wel de naam Harbour Grace behouden.

## Geografie
Het dorp bevindt zich op het schiereiland Bay de Verde, dat een noordelijk subschiereiland van Avalon is. Het strekt zich uit langs de volledige noordelijke oever van de Harbour Grace, een grote natuurlijke haven en zijbaai van de Conception Bay.
De bebouwing van Harbour Grace sluit in het zuidwesten aan op die van de tot dezelfde gemeente behorende plaats Riverhead. Het dorp ligt zelf 2 km ten zuidwesten van het gehucht Bristol's Hope en 3 km ten zuiden van Carbonear. Het dorp kijkt voorts uit over Harbour Grace South, dat aan de overkant van het water ligt.
De dorpskern wordt doorkruist door provinciale route 70. Ten noorden van de dorpskern ligt provinciale route 75, die eerder voor doorgaand verkeerd op het schiereiland bedoeld is.

## Demografie
Tussen 1951 en 1986 steeg de bevolkingsomvang van het dorp van 2.331 naar 3.053 inwoners. Dat komt neer op een stijging van 722 inwoners (+31%) in 35 jaar tijd.
| Demografische ontwikkeling van Harbour Grace tussen 1951 en 1986 |
| ---------------------------------------------------------------- |
|                                                                  |
| Bron: Overheid van Newfoundland en Labrador                      |

Door de annexatie van verschillende omliggende plaatsen begin jaren 1990 worden er sindsdien enkel nog bevolkingsdata verzameld voor de volledige fusiegemeente en niet langer voor het dorp an sich. Het dorp Harbour Grace is goed voor zo'n driekwart van het inwoneraantal van de gelijknamige gemeente (die in 2021 2.796 inwoners telde).

## Scheepswrak
Een opvallend zicht en toeristische attractie in Harbour Grace (en Riverhead) is het vrij goed bewaarde scheepswrak van de SS Kyle. Dat grote schip kwam in 1967 vlak voor de kust in ondiep water vast te zitten en is nooit weggehaald.

## Galerij

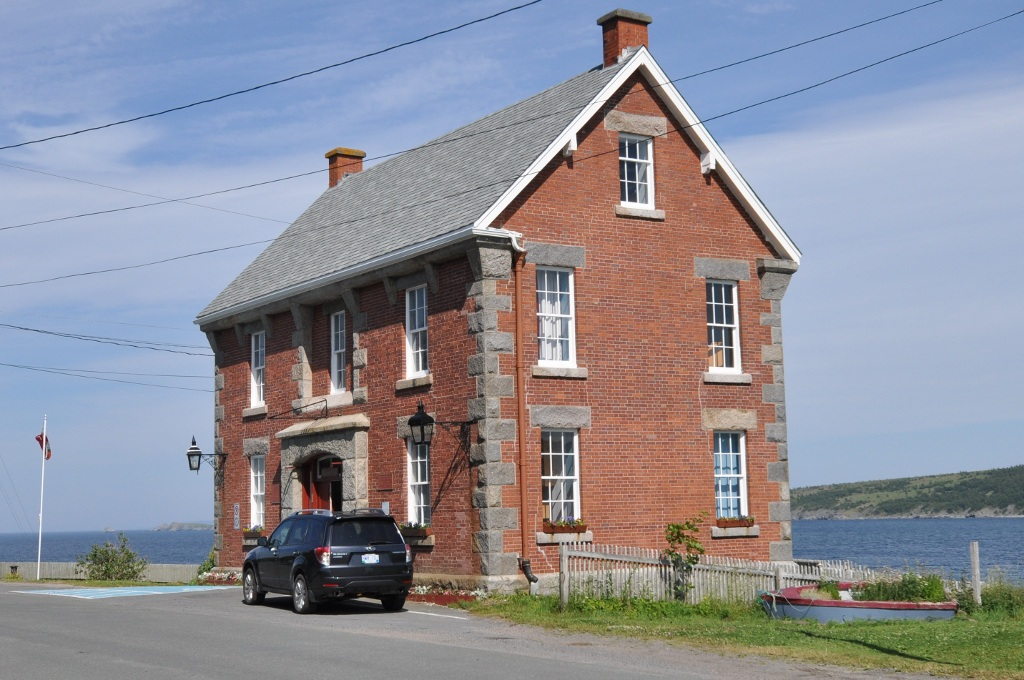
Geschiedkundig museum van Harbour Grace
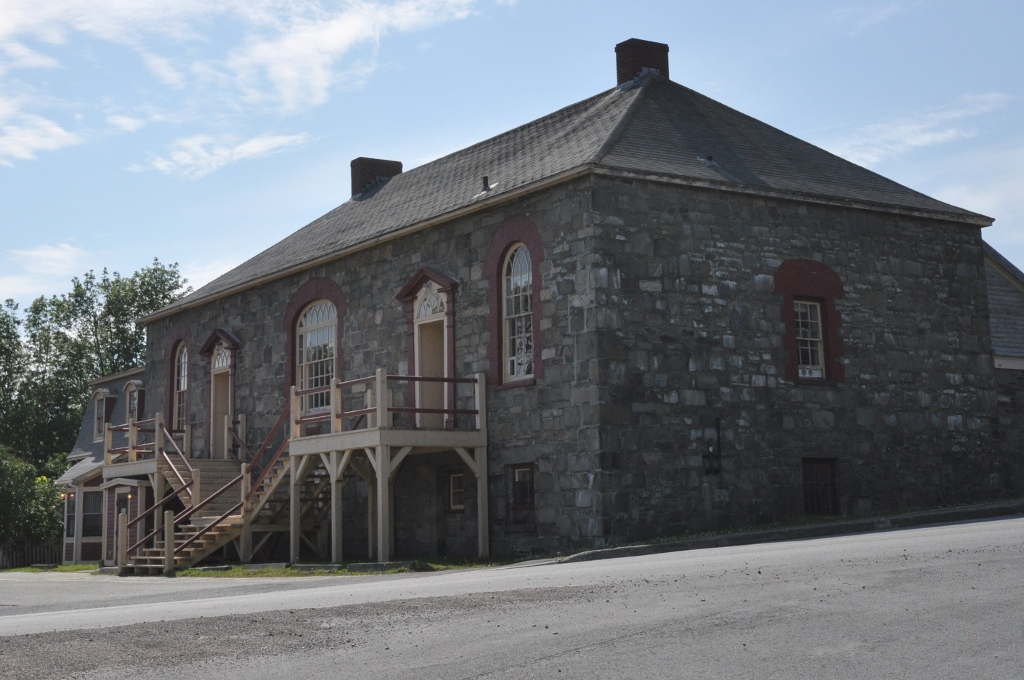
Historisch gerechtsgebouw van Harbour Grace
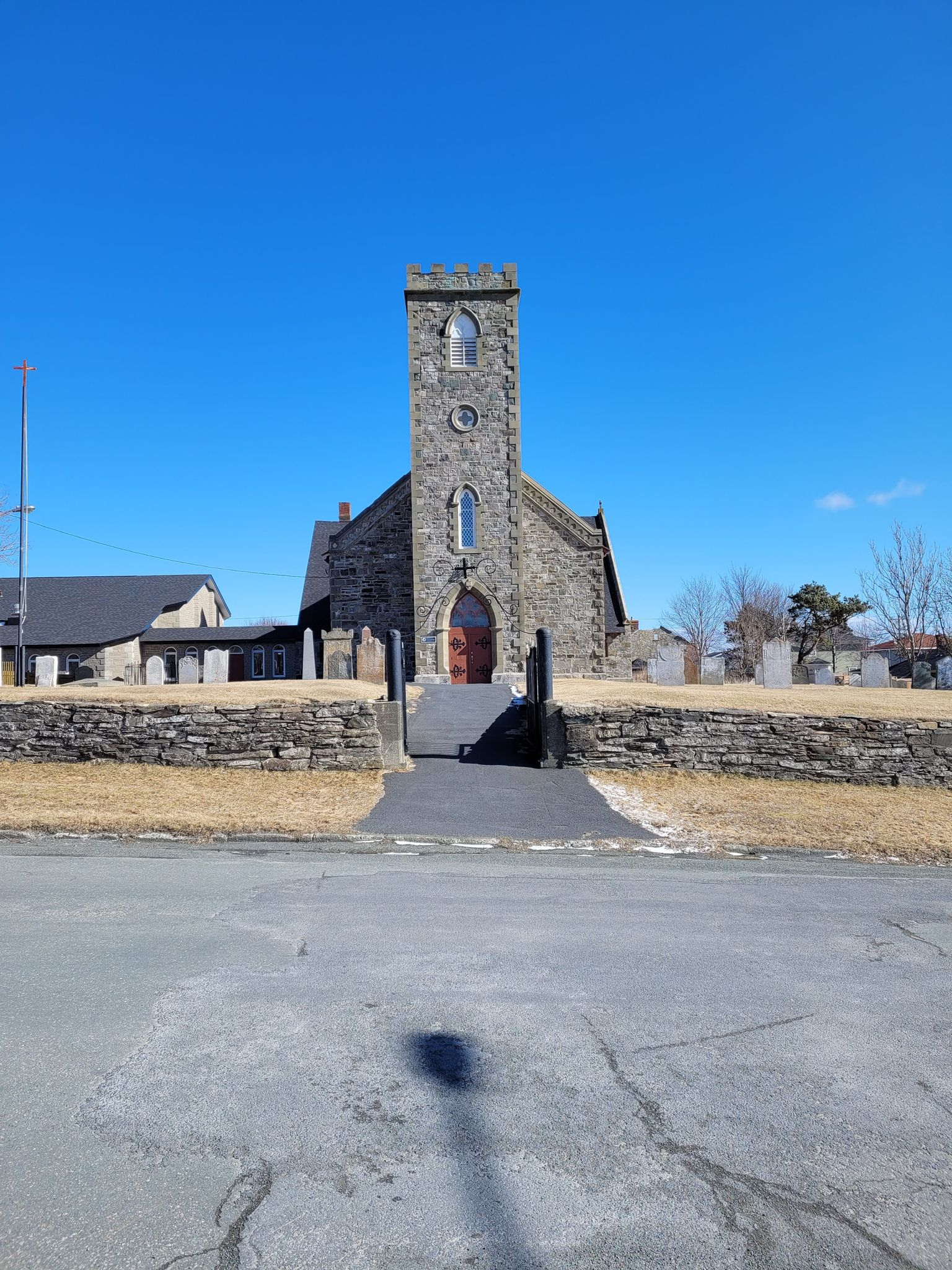
De anglicaanse St. Paul's Church
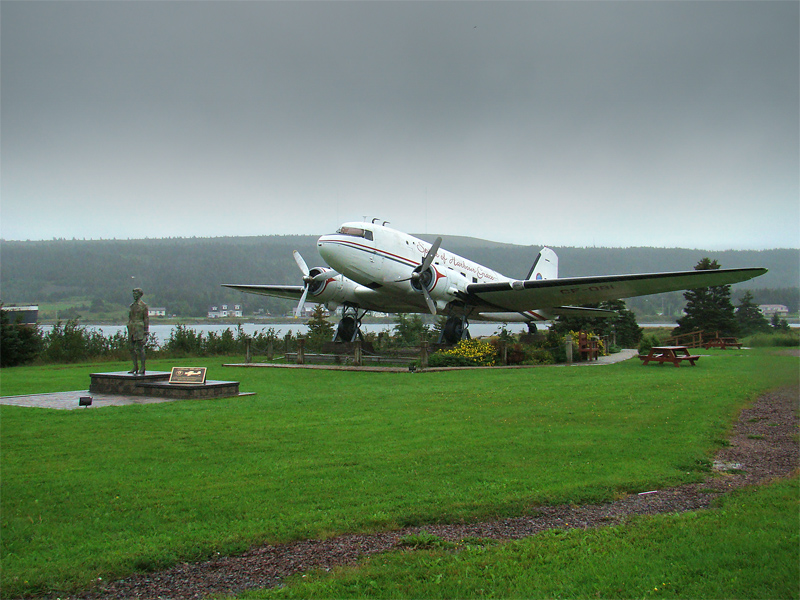
Het vliegtuig Spirit of Harbour Grace en een standbeeld ter ere van Amelia Earhart
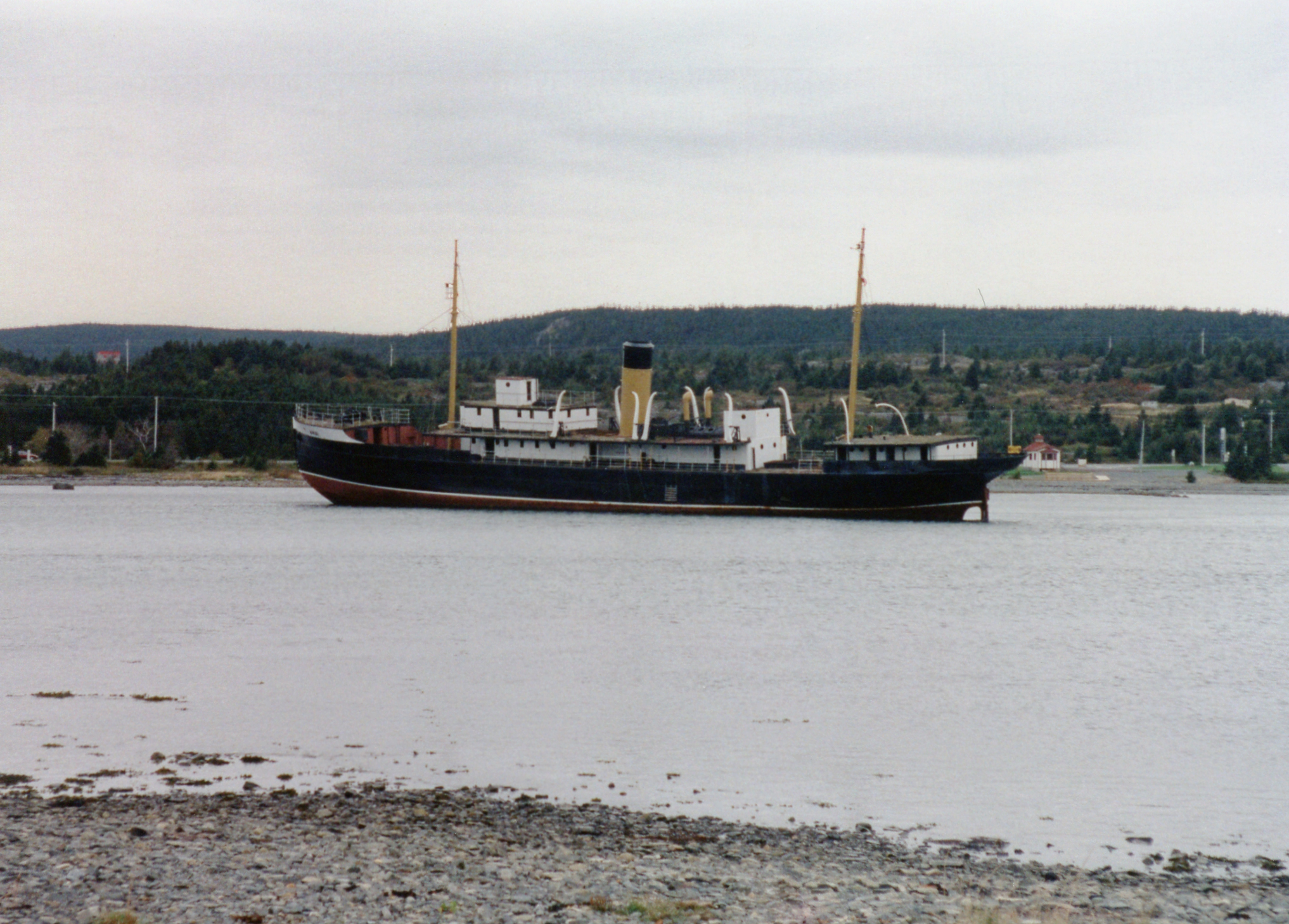
Het wrak van de SS Kyle